# Alèxia Putellas i Segura
Alèxia Putellas i Segura (Mollet del Vallès, Vallès Oriental, 4 de febrer del 1994), esmentada sovint només pel seu prenom Alèxia o bé Alexia a la samarreta, és una futbolista catalana que juga com a davantera o migcampista al FC Barcelona de la Primera Divisió espanyola.
Prèviament, ha jugat en el CE Sabadell, al RCD Espanyol i al Llevant. És la primera capitana de l'equip, elegida per les seves companyes. A més, és internacional amb la selecció absoluta d'Espanya i té el rècord d'internacionalitats després de superar el de Marta Torrejón amb 90. El 2021 fou guardonada per la UEFA com a millor jugadora de la temporada 2020-21. L'any següent revalida el premi i es converteix en la primera futbolista de la història que és elegida millor jugadora d'Europa dues vegades seguides. Va ser la guanyadora de la Pilota d'Or Femenina del 2021 i 2022, la primera jugadora a guanyar dues vegades consecutives el trofeu i la primera catalana que aconseguia aquest trofeu, ja fos en categoria femenina o masculina.

## Primers anys
Alèxia Putellas Segura va néixer el 4 de febrer de 1994, filla de Jaume Putellas Rota i Eli Segura, a Mollet del Vallès. Té una germana més jove, Alba. Putellas ja era seguidora del FC Barcelona des que era molt petita, i havia viatjat amb la penya barcelonista de Mollet del Vallès per veure els partits al Camp Nou amb el seu pare. També mirava partits del Barcelona en un bar local, La Bolera, amb la seva família.
Malgrat haver nascut en una família de jugadors de bàsquet, Putellas va començar a jugar a futbol el 2001, amb sis anys. El primer club on va jugar va ser el CE Sabadell, després que un amic de la família l'inscrivís a jugar al club. El 2005, Putellas va passar un any al planter del FC Barcelona. Quan tenia dotze anys, es va incorporar en les categories inferiors del RCD Espanyol, on va romandre quatre anys.

## Carrera de club

### Carrera juvenil

#### CE Sabadell, 2001-05
Als set anys, Putellas va començar a jugar al Sabadell, inscrita per un amic de la família que jugava al club; l'equip no acceptava jugadores menors de vuit anys, i la família de Putellas va mentir inicialment sobre la seva edat perquè pogués entrar. Va ser allà on va jugar per primera vegada amb les seves futures companyes del Barcelona, Vicky Losada i Marta Corredera. Tot i ser diversos anys més jove que algunes de les seves companyes del Sabadell, Putellas va ser nomenada capitana de l'equip. Era més petita i més feble que altres jugadores, i no sabia llençar des de lluny, coses que la frustraven. Els mitjans de comunicació esportius van escriure que Putellas va trobar l'èxit a aquesta edat a causa de la seva habilitat per trobar "espai on no n'hi ha", fins i tot sent una nena. El Sabadell era l'únic club proper que tenia una secció femenina però, encara que l'equip femení va florir durant el període en què Putellas va estar amb ells i la plantilla de l'equip femení va pressionar perquè es desenvolupés, l'equip femení no era una prioritat. Va ser difícil per a Putellas i la seva família gestionar el seu entrenament allà de nena, però el 2004 ja jugava a futbol religiosament.

#### FC Barcelona, 2005-06
El 2005, Putellas va passar un any en un equip juvenil femení del Barcelona, com a part de La Masia. Ingressar al FC Barcelona era el seu somni, però va haver de marxar quan es va reestructurar el sistema femení i no hi va haver equip per al seu grup d'edat; Xavi Llorens, que es va convertir en entrenador el 2006, va reflexionar que sempre va esperar que Putellas tornés, "només era qüestió d'esperar el moment adequat". Putellas, com molts dels jugadors desplaçats, va fitxar per l'Espanyol.

### Espanyol

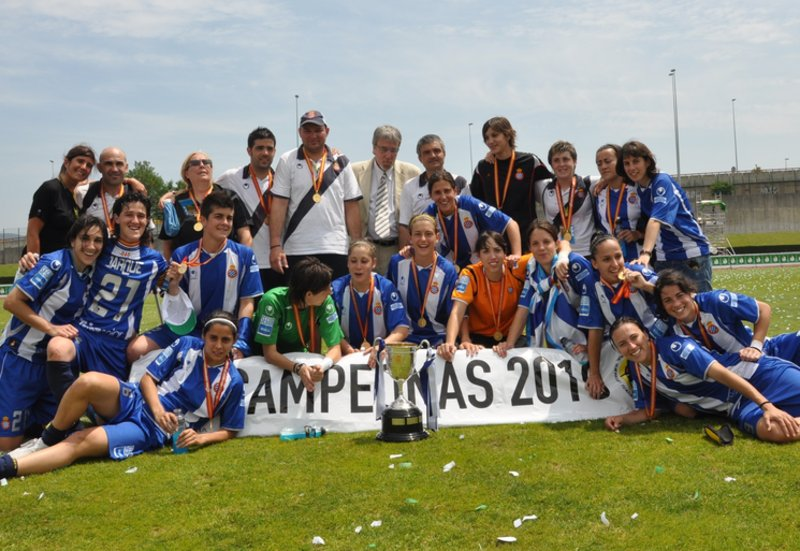
Putellas (davant centre) amb l'Espanyol que va guanyar la Copa de la Reina 2010

Va arribar a l'Espanyol amb 12 anys i va debutar amb el primer equip en la temporada 2010/11 quan tenia 16 anys, i va formar part de l'equip de l'Espanyol que va guanyar la Copa de la Reina del 2010 en una victòria de 3-1 davant el Rayo Vallecano.
El 2011 va jugar de titular a la final de la Copa de la Reina de Futbol amb l'Espanyol, que van perdre a la pròrroga enfront del seu futur club, Barcelona. Putellas va ser substituïda abans de l'únic gol del partit.

### Llevant
Putellas, que ja era una estrella a l'incipient món del futbol femení a Espanya després dels seus èxits amb la selecció nacional juvenil, va cridar l'atenció quan va fitxar pel club valencià Llevant UE, a l'edat de disset anys, només un mes després de la final de la Copa de la Reina del 2011. El Llevant no va disputar la Copa de la Reina del 2012 per no haver-se classificat la temporada anterior, però comptava amb nombroses veteranes del futbol espanyol i un ambient professional, inusual a l'època, que es diu que va contribuir al creixement individual de Putellas. Va tenir una reeixida temporada 2011-12 personal, marcant 15 gols en 34 partits (jugant tots els partits de la temporada) i acabant com a màxima golejadora del Llevant. Al Llevant, se li va ensenyar a jugar sense pilota, a desenvolupar habilitats tècniques i tàctiques com un centrecampista i a ser capaç amb tots dos peus després que l'entrenador, Antonio Contreras, considerés que depenia massa de la seva esquerra. També va dir que ja era una jugadora intel·ligent i amb molta classe quan es va incorporar a l'equip.

### Retorn al Barcelona

#### Primers anys (2012-2015)

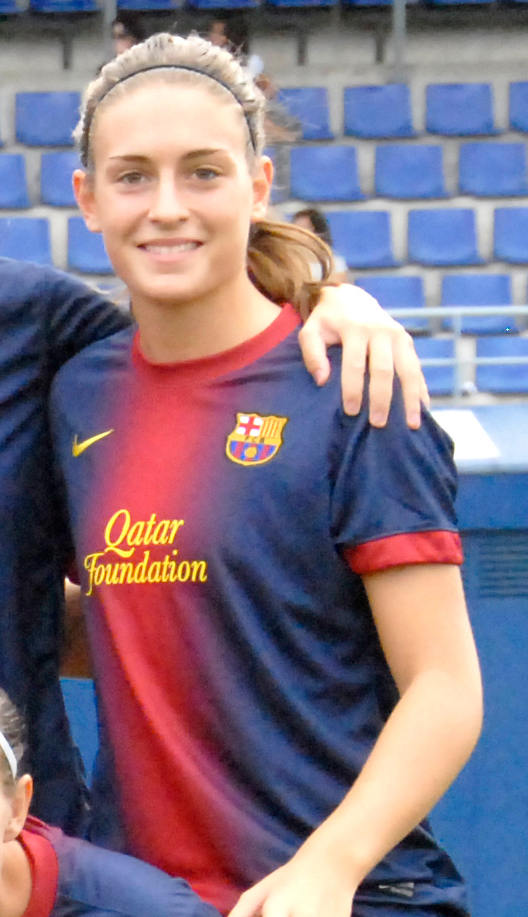
Putellas el 2012.

Durant el juliol del 2012 fitxà pel FC Barcelona, campió de la Lliga Espanyola de la temporada anterior. Aquí es va adaptar ràpidament, i es va transformar en una peça clau per l'equip. Amb elles, va obtenir bons resultats i, a més, títols, ja que van aconseguir la Copa Catalunya a la pretemporada. Durant tot el campionat regular es va veure la superioritat de l'equip que es va mantenir sempre en les primeres posicions. Amb això, van aconseguir La Lliga després d'un partit d'infart contra l'Athletic Club. Després van disputar la Copa de la Reina en la qual Putellas va marcar la diferència al pas a la final, la qual va ser contra el CD Transportes Alcaine, on les blaugrana van obtenir una gran victòria per 4-0 amb un gran gol de Putellas després de batre les seves rivals.
Putellas va ser una part fonamental de la campanya a la Copa de la Reina de Futbol 2014, va marcar a cada ronda de les eliminatòries. El Barcelona va avançar més enllà dels quarts de final contra la Reial Societat amb una puntuació global d'1-0, gol de Putellas fora de casa. Al partit de casa de les semifinals, va marcar en una victòria 2-1 Barcelona davant el Rayo. Aquesta eliminatòria acabaria 3-1, i classificaria l'equip per a la final contra l'Athletic Club. Putellas va marcar un gol en penetrar a l'àrea a la pròrroga, que va ser igualat per l'Athletic i va forçar la tanda de penals, on va marcar el cinquè penal amb el qual va guanyar el seu cinquè trofeu de club.

#### Professionalització (2015-2019)

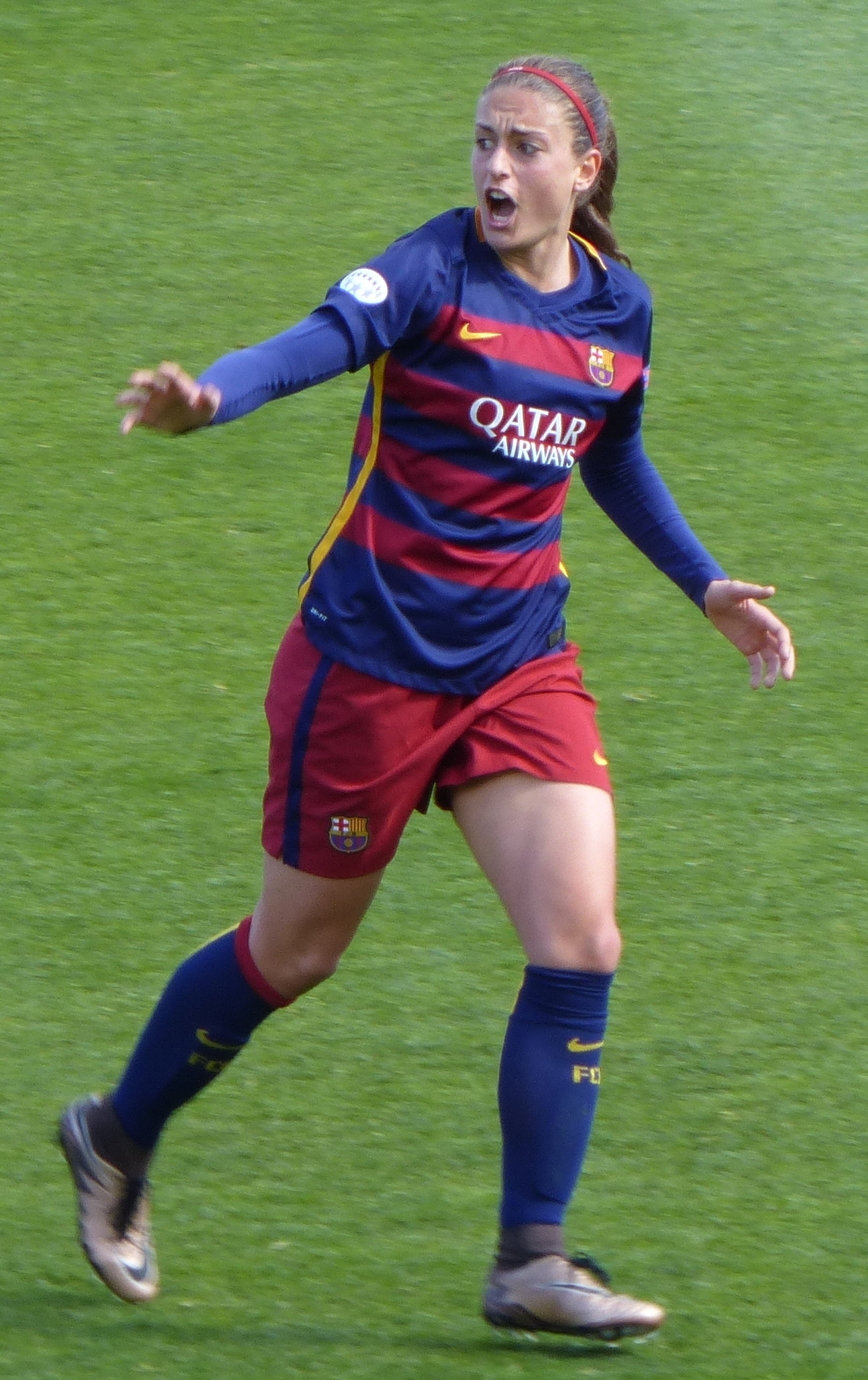
Putellas amb el Barça el 2016

El 2015 va arribar la professionalització del Barça, que es va convertir així en el primer equip femení de la Lliga Iberdrola a quedar integrat completament en l'estructura d'un club professional. L'equip va aconseguir classificar-se per a la final de la Copa de la Reina, però va caure derrotat en la final per l'Atlètic de Madrid, que va conquistar la primera Copa de la seva història. També van ser subcampiones de Lliga per darrere de l'Athletic Club.
A la temporada 2016-2017, el Barcelona va arribar a les semifinals de la Lliga de Campions per primera vegada en la història del club i dels equips de la lliga Iberdrola. El Paris Saint Germain les va eliminar amb un global de 5-1, amb Putellas de titular als dos partits.
L'octubre del 2017 va lluir el braçalet de capitana per primera vegada durant el partit disputat contra el Santa Teresa. l'equip va finalitzar la temporada amb una segona posició a la lliga espanyola per darrere de l'Atlético de Madrid, i es va coronar campió de la Copa de la Reina després de superar per 1-0 al mateix Atlético de Madrid a la final disputada a l'Estadi Romà de Mèrida. Putellas va tancar la temporada amb un total de 29 partits jugats en lliga i 9 gols marcats.

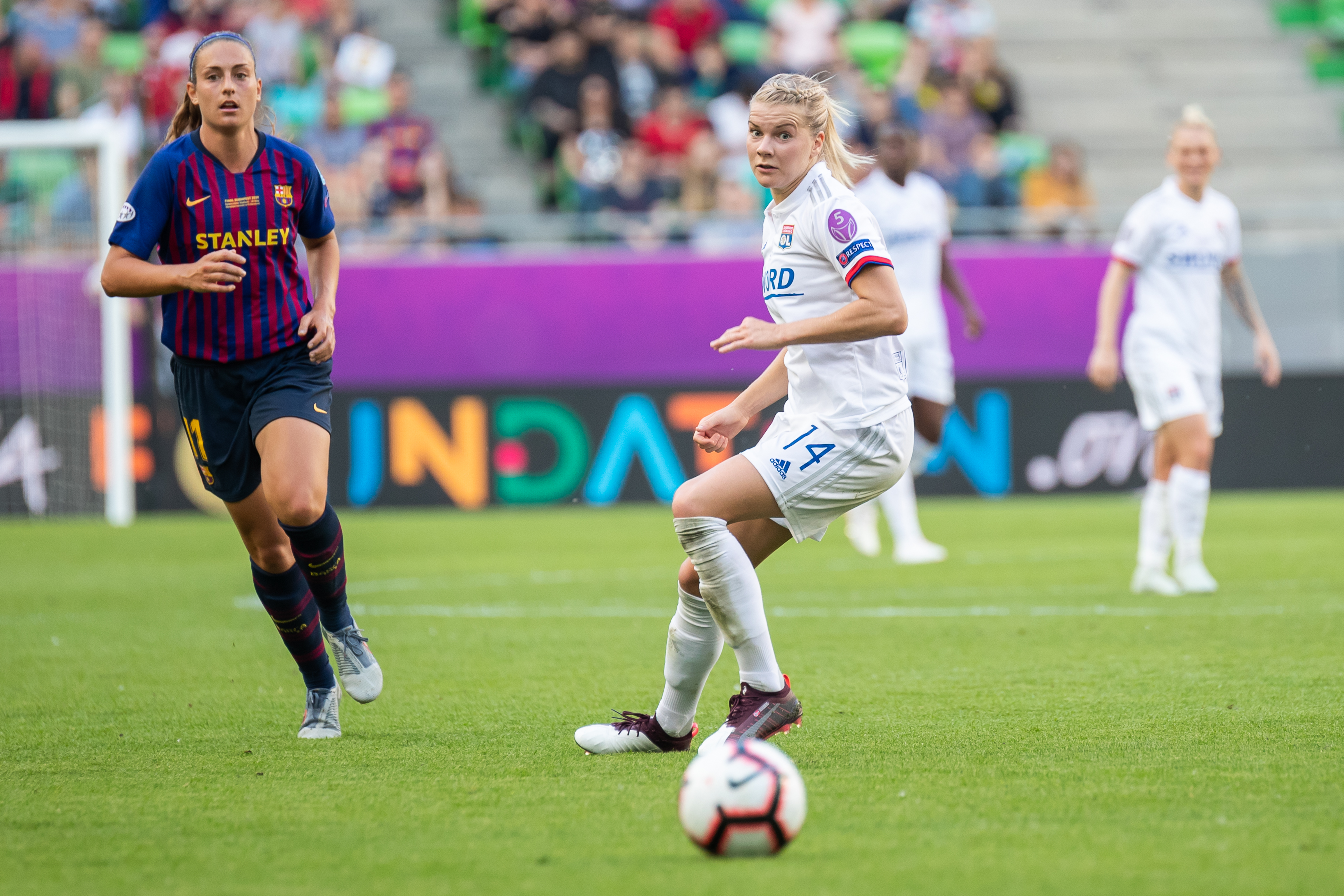
Putellas (esquerra) amb el Barcelona durant la final de la Lliga de Campions de 2019

A la temporada 2018-19 les blaugrana van acabar la Lliga en segona posició novament per darrere de l'Atlético de Madrid. Putellas va finalitzar la seva setena temporada al club amb un total de 28 partits jugats, 16 gols i 9 assistències. A la Copa de la Reina, van ser eliminades en les semifinals per l'Atlético després de caure per 2-0.
Per primera vegada en la seva història, l'equip es va classificar per a la final de la lliga de campions després de derrotar en semifinals al Bayern de Múnic per 0-1 en l'anada i 1-0 en la tornada, i es van convertir així en el primer equip de la lliga espanyola a disputar una final europea. La final es va disputar al Ferencvaros Stadium de Budapest, Hongria; on les blaugrana es van enfrontar a l'Olympique de Lió en un partit en que van ser derrotades per 4 gols a 1. Jugadores i l'equip tècnic han considerat sovint la final perduda a Budapest com a un punt d'inflexió pels èxits posteriors.

#### Després de Budapest (2019-2022)
Després de la votació feta a l'inici de la temporada 2019-20, Putellas va convertir-se en la segona capitana de l'equip. El debut de la lliga es va disputar el 7 de setembre davant el Tacón, per primera vegada en el recentment inaugurat Estadi Johan Cruyff situat a la ciutat esportiva Joan Gamper. Putellas va marcar el primer gol del partit -que va acabar amb el resultat de 9 a 1-, així ha estat la primera jugadora a marcar a l'estadi.
A finals del 2019, va ser inclosa entre les millors 100 futbolistes de l'any segons el diari The Guardian, on ocupà la posició 62.
El febrer es va disputar la primera Supercopa d'Espanya de la història. A la final les blaugrana van jugar davant de la Reial Societat i van guanyar amb un contundent 1-10 en el qual va signar un doblet. Al mateix mes va arribar als 300 partits amb la samarreta blaugrana i es va convertir en la quarta jugadora en arribar a aquesta xifra després de Melanie Serrano, Vicky Losada i Marta Unzué.
El maig del 2020 l'equip de Lluís Cortés es va proclamar campió de la Lliga Iberdrola quan faltaven vuit jornades per disputar a causa a la suspensió de la competició domèstica a causa de la pandèmia de COVID-19. Amb vint-i-nou partits disputats sumava dinou victòries i dos empats, amb nou punts més que el segon, l'Atlético de Madrid. Els seus registres en Lliga van ser de 20 partits jugats, 10 gols marcats i 8 assistències. L'agost, sense ritme de competició, van classificar-se per a les semifinals de la Lliga de Campions en eliminar l'Atlético de Madrid per 1-0, a partit únic i a porta tancada, però van caure eliminades en semifinals enfront del Wolfsburg amb el mateix resultat.
Va ser nominada per formar part del millor onze de l'any 2020. Va ser reconeguda com a MVP de la temporada als premis del diari esportiu Marca. També va ser inclosa en el top 25 de les millors jugadores del món pel diari The Guardian, en la posició 23.
La Copa de la Reina va ser ajornada a causa de la pandèmia i el tram final de la competició es va jugar el febrer del 2021. Les blaugranes es van enfrontar a la final a l'Escuelas de Fútbol de Logroño a l'estadi de La Rosaleda de Màlaga on van guanyar per 3 gols a 0, Putellas va ser l'encarregada d'obrir el marcador al tram final de la primera meitat amb un gol de penal.
La temporada següent va marcar el primer gol en partit oficial al Camp Nou del futbol. La setmana següent, va jugar contra l'Atlètic de Madrid a la semifinal de la Supercopa, on va marcar en tir lliure directe al minut 90 per empatar el partit i portar-lo a la pròrroga. El Barcelona va perdre el partit als penals, una de les tres derrotes d'aquella temporada en totes les competicions.
A la Lliga de Campions, el Barcelona va arribar a la seva segona final. El dia abans de la final, Putellas es va entrenar al marge del grup amb la cuixa esquerra molt embenada a causa de tensió als isquiotibials, i es va convertir en dubte per començar la final. Putellas va dir que quan el dolor va continuar a l'entrenament, es va centrar en la seva mentalitat, fent-se creure que no estava lesionada per poder jugar al seu màxim nivell. El 16 de maig de 2021, malgrat la seva lesió, Putellas va iniciar la segona final de la Champions de la seva carrera, aquesta vegada contra el Chelsea. Després de posar-se 1-0 per davant en 30 segons, el Barcelona va rebre un penal després que Melanie Leupolz va entrar en contacte amb Jenni Hermoso a l'àrea. Putellas va marcar el penal per posar el Barcelona per 2-0 en 13 minuts. Al minut 20 de partit, Putellas va enviar una passada en profunditat a l'àrea cap a Aitana Bonmatí, que va fer el tercer del Barcelona. Posteriorment, el gol va ser seleccionat com el cinquè millor gol de la competició. El Barcelona va acabar el partit guanyant 4–0, el major marge de victòria en qualsevol final de la Lliga de Campions femenina en un sol partit, i Putellas va ser seleccionada per a l'equip ideal de la Lliga de Campions Femenina d'aquell any.
Més tard, el mes de maig, va competir a les fases finals de la Copa de la Reina 2020-21. Putellas va ser baixa per als dos partits de lliga entre la final de la Champions i la semifinal de la Copa de la Reina a causa de la seva lesió anterior, però va començar la semifinal contra el Madrid CFF on va marcar dos gols en la victòria per 4-0. Els seus dos gols la van convertir en la primera jugadora de la història del Barcelona en superar els 10 gols a la Copa de la Reina. A la final, jugada el 30 de maig de 2021, Putellas va marcar dos gols contra el Llevant: un cop de cap d'un servei de córner del Lieke Martens i un altre d'un xut en jugada a l'extrem dret. El partit va acabar amb una victòria per 4–2 davant el Barcelona mentre completava el triplet, el primer d'un equip de la lliga espanyola. Putellas també va guanyar el MVP de la final de la Copa de la Reina per tercera vegada en la seva carrera i va ser marcar la màxima golejadora del torneig amb cinc. La copa va ser la seva sisena Copa de la Reina amb el Barcelona i la seva setena a la general. Putellas va acabar la seva temporada com a migcampista amb més gols d'Europa amb 26 gols en totes les competicions. Quan va aconseguir el triplet havia disputat 38 partits, havia marcat 24 gols i fet 11 assistències.
La temporada 21-22, la primera després que marxés Vicky Losada, va ser escollida per primer cop primera capitana. L'agost del 2021 fou guardonada per la UEFA com a millor jugadora de la temporada 2020-21, primer cop que una jugadora rebia aquest guardó per la temporada amb el Barça; anteriorment, Lieke Martens l'havia guanyat quan acabava de fitxar pel Barça pels mèrits fets amb el Rosengärd i amb la selecció dels Països Baixos. El 8 de setembre va allargar el seu contracte fins al 2024. El 25 de setembre, va marcar un dels hat-tricks més ràpids a la història del club quan va marcar tres gols en quatre minuts en la victòria de l'equip per 8-0 al València, un dels quals de vaselina des del mig del camp. El 29 de novembre s'anuncià que guanyà la Pilota d'Or 2021, i així va esdevenir el primer esportista català de futbol a aconseguir el guardó. El 6 de desembre l'IFFHS va fer públic l'equip ideal de l'any que la incloïa al centre del camp. El 10 de desembre va ser escollida en primera posició de la llista de The Guardian de les millors futbolistes del món. El 13 de desembre del 2021 el govern de la Generalitat de Catalunya li atorgà la condecoració de la Creu de Sant Jordi pel seu paper en la defensa de l'esport femení i la consecució de la primera Pilota d'Or per al futbol català.
| «                          | Per la seva exemplaritat com a representant de l'esport femení de primer ordre. Futbolista de l'equip femení del Futbol Club Barcelona, ha estat també jugadora de la selecció espanyola. Ha participat dues vegades en el Campionat del món de futbol i, l'any 2015, la van escollir millor jugadora catalana de l'any. A més, Putellas va rebre anit la Pilota d'Or com a millor futbolista del món de la temporada passada, guardó que se suma al de la UEFA, que l'ha designada com la millor futbolista de l'any a Europa i la millor migcampista de la Lliga de Campiones 2020-2021. | » |
| — Generalitat de Catalunya | |   |

A partir dels seus èxits esportius i per promoure el futbol femení se li atorgà el premi a la Millor Esportista Catalana de l'any 2021, juntament amb Saúl Craviotto, en el marc de la 25a Festa de l'Esport Català. També guanyà el premi As del Deporte, atorgat pel mitjà de comunicació As pels èxits al llarg de l'any. L'Ajuntament de Barcelona va decidir atorgar-li el premi Medalla d'Or de la Ciutat de Barcelona, al·legant el seu paper per l'esport femení i la col·laboració en la professionalització de la lliga de futbol femení.
L'equip va conquerir la Supercopa, l'únic títol que no havien obtingut el 2021, van guanyar el campionat de Lliga guanyant tots els partits i van aconseguir el triplet de títols espanyols amb la consecució de la Copa de la Reina. No van poder repetir el títol a la Lliga de Campions, perdent la final novament amb l'Olympique Lyon. Putellas va marcar l'únic gol del Barça a la final i va ser la màxima golejadora de la competició. Tot i la derrota a la final, va ser escollida millor jugadora de la competició.

### Lesió i retorn (des de 2022)

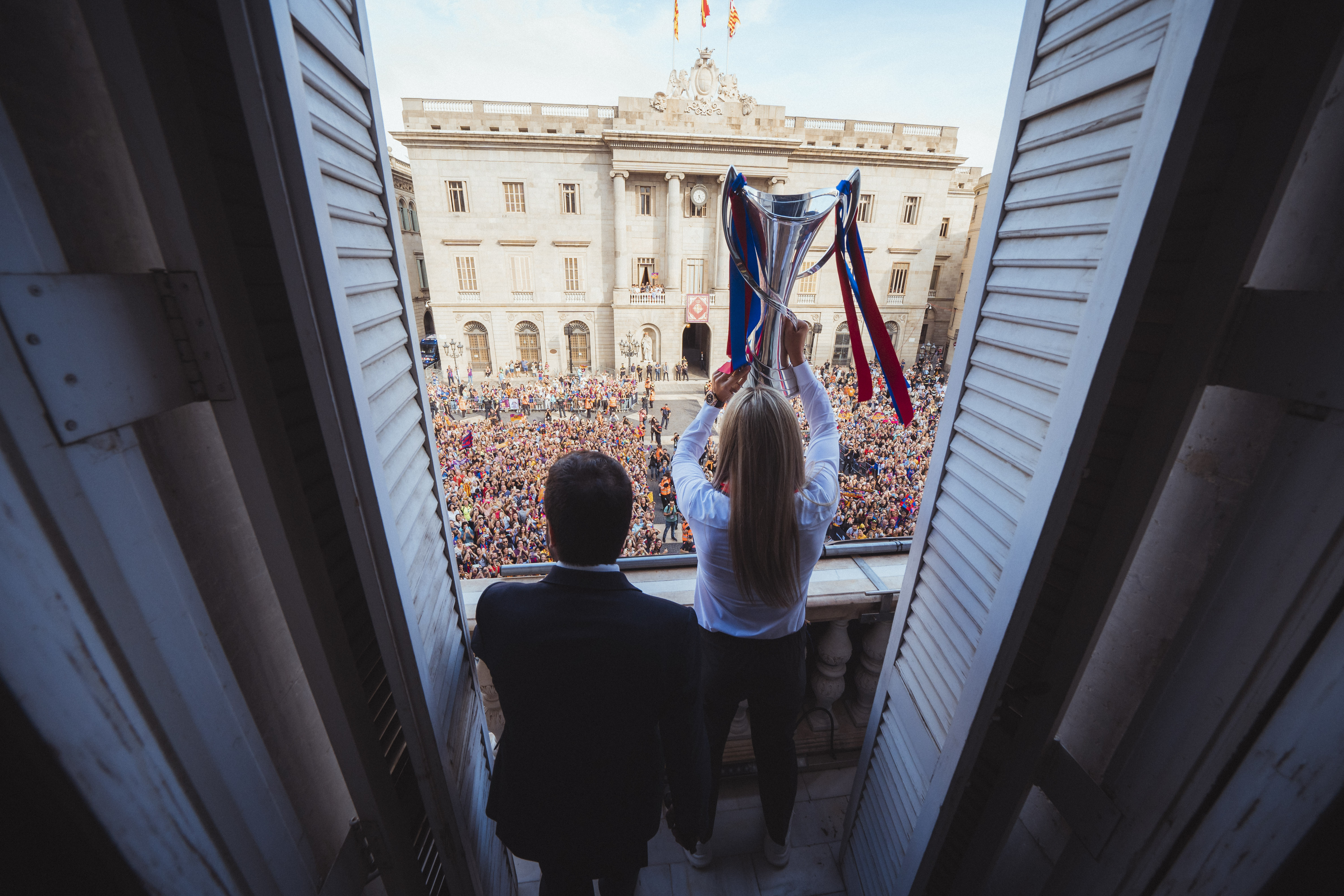
Putellas presenta el trofeu de la Lliga de Campiones 2022-23 als aficionats a la Plaça Sant Jaume

Putellas va patir una greu lesió en un entrenament de la selecció espanyola previ a l'Eurocopa del 2022. La ressonància magnètica a la qual es va sotmetre la tarda del 5 de juny va confirmar els pitjors pronòstics possibles: lligament encreuat trencat i un mínim de sis mesos de baixa. Al llarg de la temporada, va anar guanyant premis per l'any anterior: a finals de febrer de 2023 havia conservat els tres premis de la millor jugadora femenina de la UEFA, la Pilota d'Or Femenina i la millor jugadora de la FIFA, creant un nou rècord de victòries consecutives. També a la llista de The Guardian va ser la primera futbolista en repetir dos núm.1 de forma consecutiva.
El 26 d'abril del 2023 Putellas va rebre l'alta mèdica abans del partit de tornada de Champions contra el Chelsea al Camp Nou. Finalment, Putellas va tornar a jugar un partit el 30 d'abril del 2023, 299 dies després de la lesió. Va ser contra l'Sporting Club de Huelva en el partit que el FC Barcelona va guanyar matemàticament la Lliga. El 21 de maig Putellas va marcar el primer gol després de la lesió, va ser en la derrota contra el Madrid CFF en l'últim partit de lliga. Putellas va tancar la temporada guanyant la segona Lliga de Campiones contra el Wolfsburg al Philips Stadion. A la final Putellas va substituir Aitana al minut 90.

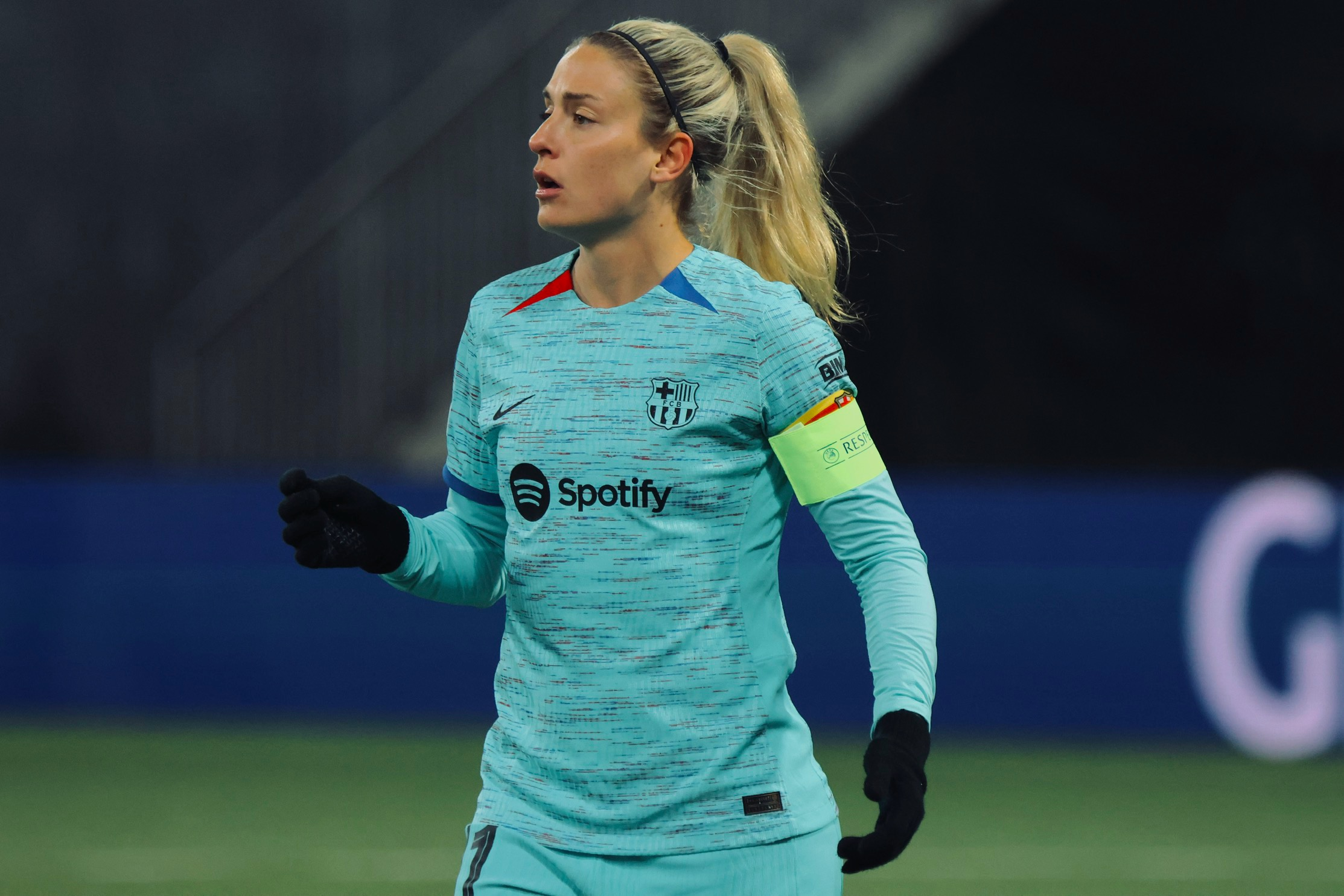
Lluint el braçalet de capitana en un partit de Champions League, març de 2024

En el primer partit oficial de la temporada 2023-24, davant el Madrid CFF Putellas va arribar als 400 partits oficials, la segona jugadora en arribar-hi després de Melanie Serrano. El 15 d'octubre davant l'Atletico de Madrid va marcar l'únic gol del partit i va convertir-se en màxima golejadora en solitari de la secció, en superar els 181 gols de Jennifer Hermoso que tenia el rècord anterior.
El 16 de novembre de 2024 davant el Reial Madrid va marcar el seu 199è gol com a blaugrana superant a Luis Suárez i convertint-se en la tercera màxima golejadora de la història del club. Sis dies més tard marcava el seu gol 200 com a blaugrana.

## Carrera internacional

### Selecció espanyola

#### Sub-17
Va ser seleccionada per primera vegada amb la selecció espanyola sub-17 el 2009. La seva primera gran competició va ser l'Eurocopa del 2009/10, en què va aconseguir passar la primera fase classificatòria quedant segones després de Sèrbia. En la segona fase, que es va disputar a Espanya, les espanyoles es van classificar primeres de grup i van passar a la fase d'eliminació directa on van derrotar fàcilment en semifinals a la selecció neerlandesa. Es van enfrontar a la final amb Irlanda, en un partit que va concloure amb empat a zero i en què la Rojita va aconseguir el títol després de batre a les irlandeses a la tanda de penals.
Després seria convocada per al Campionat del Món sub-17 del 2010. Les espanyoles van guanyar tots els seus partits de la fase de grups, en la qual Putellas marcà un gol davant Japó que va permetre a la selecció avançar cap a la segona fase del torneig en què van ser derrotades en semifinals per Corea del Sud. En el partit pel tercer lloc, l'equip entrenat per Jorge Vilda va guanyar per 1 gol a 0 a la selecció de Corea del Nord i va aconseguir així la medalla de bronze.
L'any següent va ser novament convocada pel seleccionador per participar en l'Eurocopa sub-17 del 2011, on la Rojita va arribar fàcilment a la segona fase on novament van aconsegueixen el primer lloc, classificant-se per al partit de semifinals davant d'Islàndia en el qual Putellas va fer un doblet en la victòria 4-0. La final, jugada davant França, va acabar amb la victòria espanyola després d'un partit complex que es va resoldre amb el resultat d'1-0 que va permetre guanyar el títol.

#### Sub-19
El 2012 va ser convocada amb la selecció sub-19 per l'Eurocopa de Turquia. L'equip va aconseguir passar com a primer de grup, en una fase en què Putellas va marcar un gol contra Anglaterra, després van superar a Portugal, i van passar a la final contra la Suècia, on Putellas va actuar com a capitana. El partit va acabar, però, amb la victòria sueca a la pròrroga.
L'any següent, va participar en les classificatòries per a l'Eurocopa sub-19, però van caure eliminades després de dues derrotes i només una victòria.

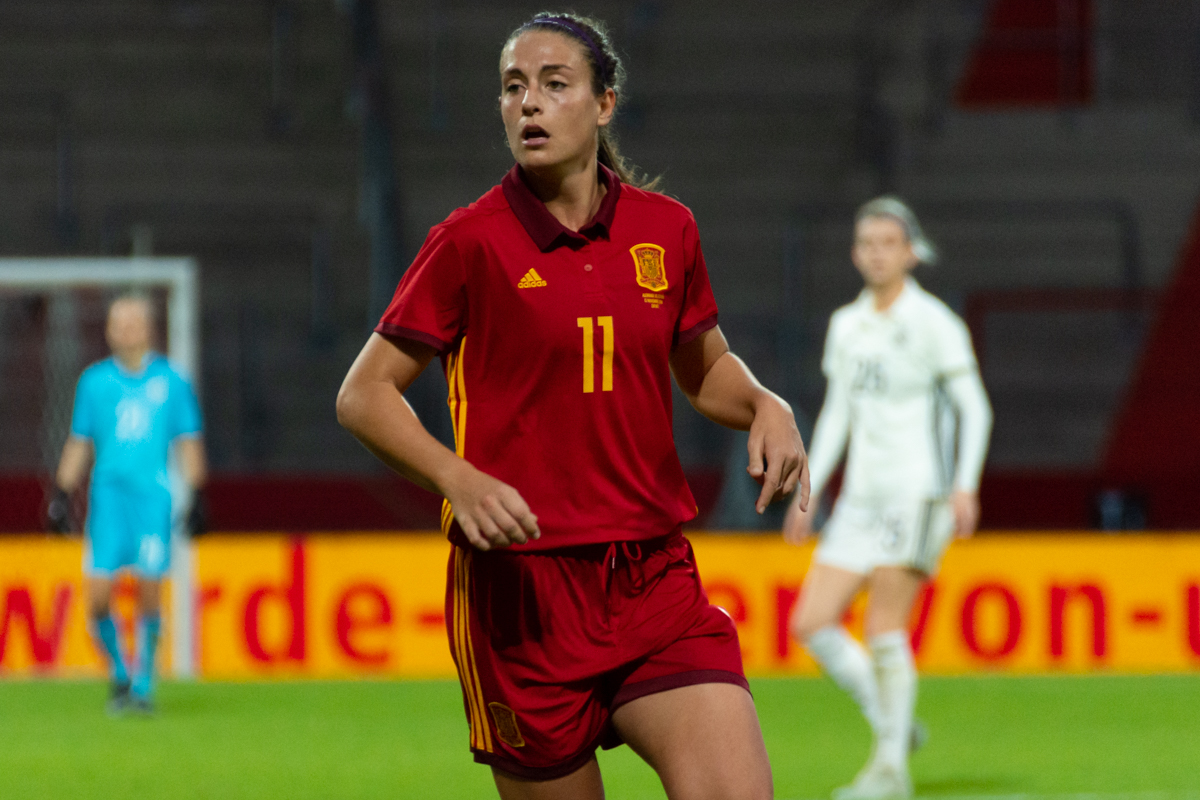
Putellas jugant amb Espanya el 2018

#### Selecció absoluta
Va ser convocada per primer cop per la selecció absoluta en un amistós previ al torneig que va acabar en empat 2–2 amb Dinamarca a Vejle el juny del 2013. L'endemà, el seleccionador Ignacio Quereda la va confirmar com a membre de la seva plantilla de 23 jugadores de la fase final de l'Eurocopa del 2013 a Suècia. El setembre del 2020 Putellas anuncià que canviaria el seu dorsal 11 pel 14 de la seva companya Virginia Torrecilla, que es trobava en procés de recuperació d'un tumor cerebral. L'abril del 2021 s'anuncià que Putellas, juntament amb Jennifer Hermoso i Irene Paredes serien les capitanes de la selecció espanyola. Des d'octubre del 2021 ostenta el rècord d'internacionalitats amb la selecció espanyola després de superar l'anterior rècord de Marta Torrejón de 90. Va ser la primera jugadora de la selecció a arribar als 100 partits.
El 5 de juliol de 2022, el dia abans de l'inici de l'Eurocopa 2022, va patir un trencament del LCA a la cama esquerra, que va fer que es perdés tot el torneig i potencialment tota la temporada 2022– 23.
El setembre de 2022, Putellas va donar el seu suport públic a 15 de les seves companyes de la selecció que es van negar a jugar-hi fins que la RFEF abordés les seves preocupacions per la seva mala salut mental i física mentre jugaven sota la direcció de l'entrenador Jorge Vilda. El 23 de setembre, ella i les 15 jugadores van publicar un comunicat conjunt que criticava la RFEF per la seva resposta a la situació.

### Selecció catalana
Ha disputat també tres partits amb la Selecció de futbol de Catalunya i ha marcat un gol contra Galícia, al darrer partit jugat el 2016. No va participar en el partit del 2017 ni en el del 2019 per estar convocada per Espanya, tot i que va participar en els actes de promoció del partit.

## Estil de joc

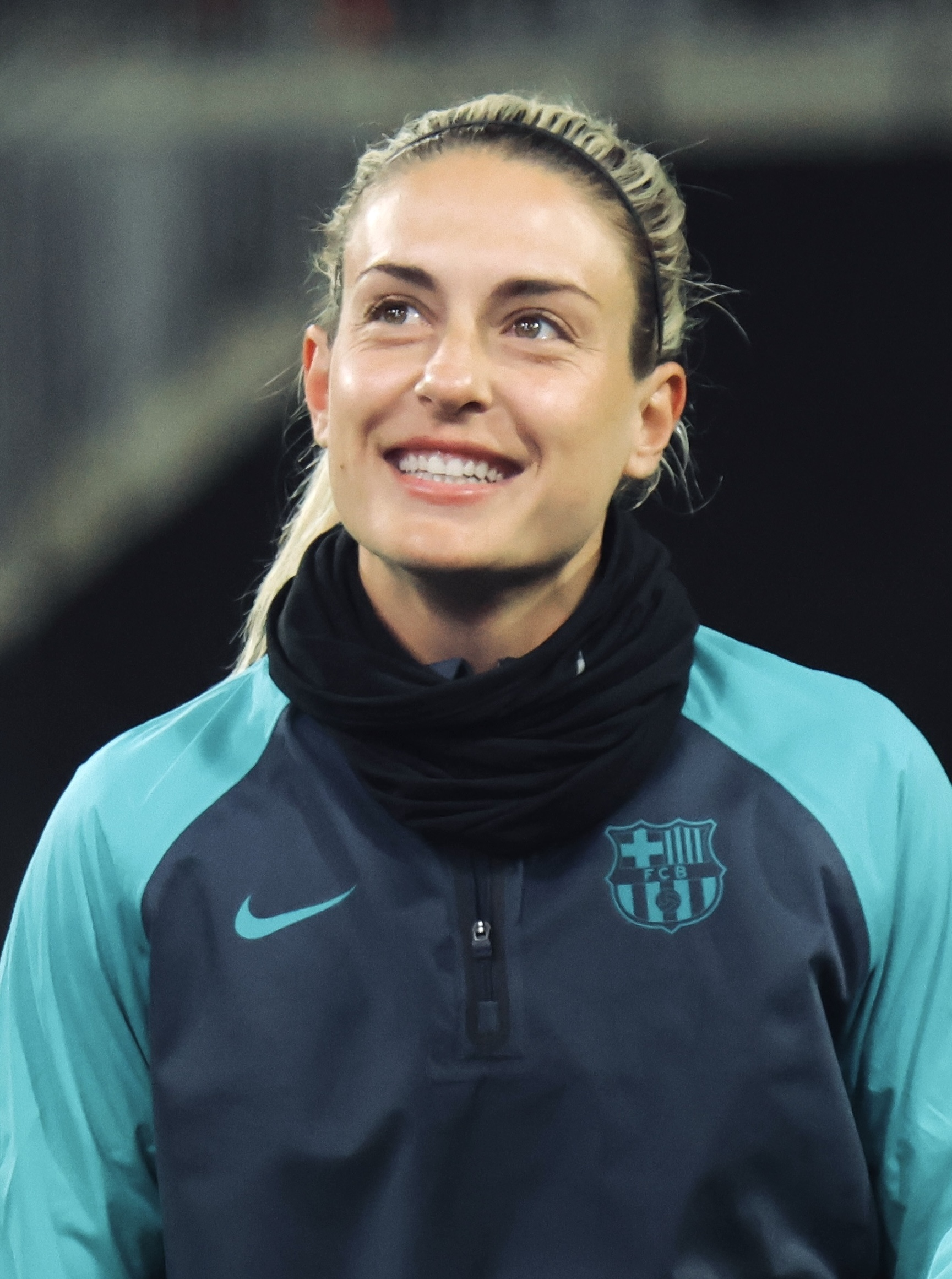
2023

D'adolescent, Putellas va ser reconeguda per les actuacions amb l'Espanyol i amb la selecció espanyola sub-17 com un dels millors talents de la seva generació. Els comentaristes van destacar la seva capacitat de creació de joc com a extrem, demostrada al Campionat Sub-17 de la UEFA del 2010. En els darrers anys, pel fet que els seus equips tenien plantilles més equilibrades, ha passat a exercir un paper més profund en el joc, situant-se com a migcampista esquerra tant al Barça com a la selecció espanyola. Tot i que normalment se situa al centre del camp, Putellas és una de les principals contribuents en l'atac del Barcelona, amb la capacitat de jugar com a migcampista ofensiva i segona davantera. Quan és necessari, es pot trobar en posicions de migcampista defensiva i lateral esquerre per ajudar l'equip blaugrana a obrir espais i retenir la possessió. Putellas acaba regularment cada temporada com una de les principals contribuents del Barcelona pel que fa a gols i assistències. La temporada 2018-19 va ser la màxima golejadora del club en totes les competicions, i en la temporada 2020-21 va ser la migcampista més golejadora d'Europa.
Putellas ha estat descrita com la perfecta centrecampista "barcelonista", amb una visió de joc, habilitat i precisió en les passades que l'assemblen als seus homòlegs masculins de les èpoques més reeixides del FC Barcelona. Publicacions com GOAL la descriuen com a "tècnicament supèrbia", creativa i decisiva. A més de la seva capacitat tècnica, és aclamada per la seva capacitat de lideratge, havent-se convertit en una de les capitanes del Barça amb 23 anys. El llegendari barcelonista Andrés Iniesta ha qualificat Putellas com una "model a seguir", dient que encarna els valors del FC Barcelona.
Després de la greu lesió que va patir el 2022 el club es va reforçar al centre del camp i, a la seva tornada, va ser utilitzada per Giráldez com a falsa davantera centre, alternant aquesta posició amb la d'interior per l'esquerra.

## En la cultura popular
Putellas està patrocinada per Nike. El 2019, va marcar el gol de major distància al Camp Nou (100 metres) en un acte promocional de les noves botes PhantomVNM de Nike. Després d'aparèixer per primera vegada en una campanya publicitària de Nike el 2015, Putellas va ser la imatge de les seves promocions per al FC Barcelona després d'assolir la final de la Lliga de Campions femenina del 2019. Per la seva victòria a la Pilota d'Or del 2021, Nike li va regalar una corona d'or personalitzada i un parell de botes Phantom GT 2 d'or fetes a mida. Li van regalar un altre parell personalitzat de les mateixes botes després de la seva Pilota d'Or de 2022, amb la marca Phantom GT II; el dígraf "ll" del seu cognom es va estilitzar com a "II" a la caixa per indicar la seva segona victòria, i al taló també figurava "Alexia II". Putellas té patrocinis addicionals amb Cupra, Allianz i Visa, i és membre de l'equip VISA. També és ambaixadora de la marca de moda Mango.

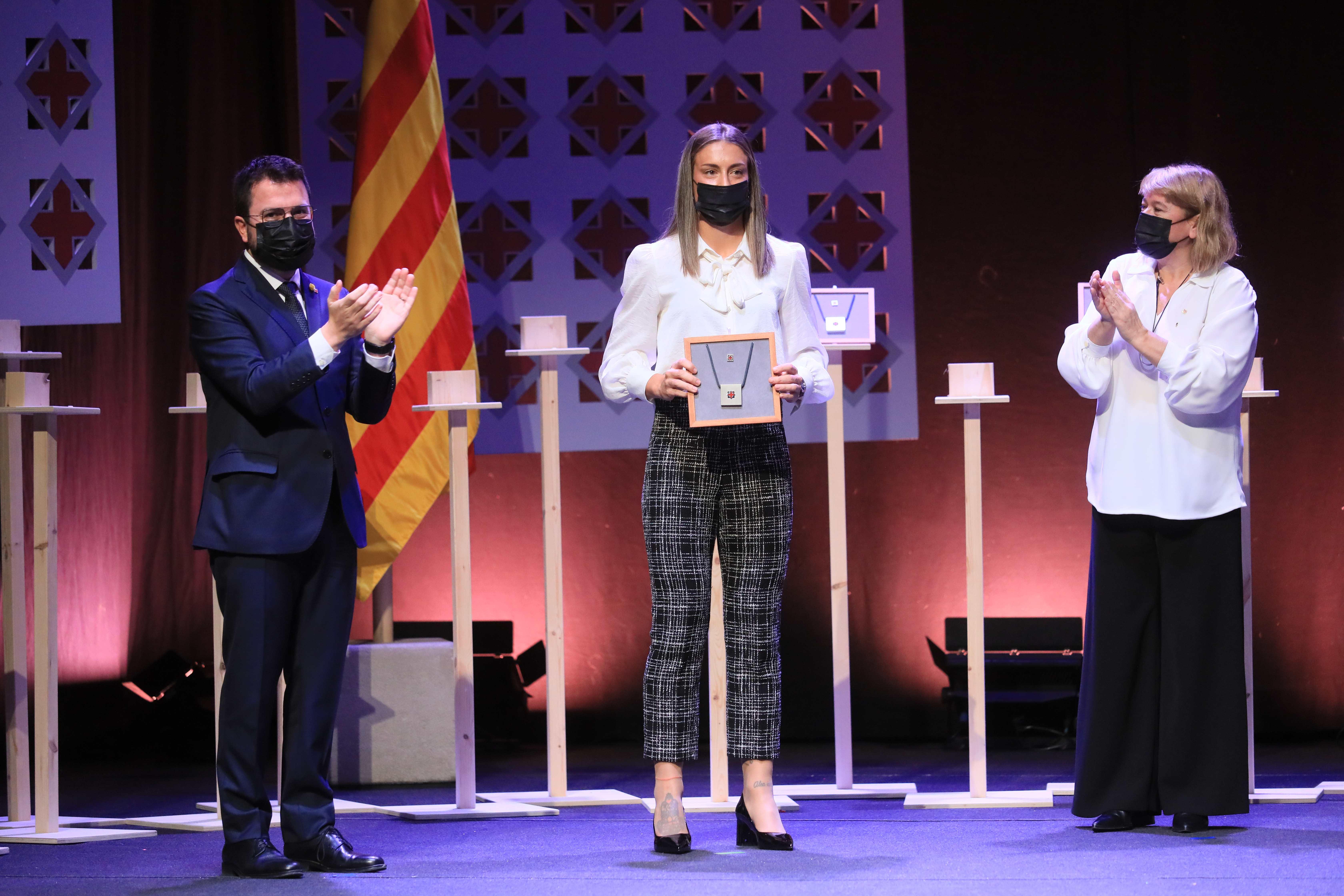
Putellas rebent la Creu de Sant Jordi el 2021, pel president Pere Aragonès

Ha estat anomenada "La Reina" pels aficionats, els mitjans de comunicació, i per Nike, que va incloure el sobrenom en un post de felicitació per la seva Pilota d'Or 2021. En una sèrie documental de 2022 sobre Putellas, Alexia: Labor Omnia Vincit, la seva companya d'equip Mapi León va dir que Putellas s'havia guanyat aquest sobrenom per la seva contribució al futbol tant dins com fora del camp. Tot i això se li va posar el sobrenom per primera vegada de forma irònica a la final de la Copa de la Reina del 2021; ni el president de la RFEF, Luis Rubiales, ni la Reina Letícia van assistir al partit com s'esperava, cosa que es va considerar un desaire cap al FC Barcelona, que s'esperava que guanyés. Quan el Barcelona va guanyar i Putellas va ser nomenada millor jugadora del torneig, les seves companyes la van coronar a la roda de premsa posterior i van parodiar el fet de tractar-la com a la reina. Putellas va ser guardonada el 2021 amb el Premi Reina Letizia, el Premi Nacional de l'Esport d'Espanya a la millor esportista global, que li va ser lliurat en persona per la Reina Letizia el 2023.
Juntament amb Lionel Messi i Johan Cruyff, Putellas és un dels tres futbolistes guardonats amb la Creu de Sant Jordi, una de les ordres civils més altes de Catalunya. També va rebre la Medalla d'Or al Mèrit Esportiu, una de les ordres civils més altes de Barcelona. En 2021, la seva ciutat natal, a Mollet del Vallès, va anunciar plans per concedir a Putellas el títol cívic "Per Mollet"; en 2011 l'havien honrat amb el Premi Internacional de l'Esport.

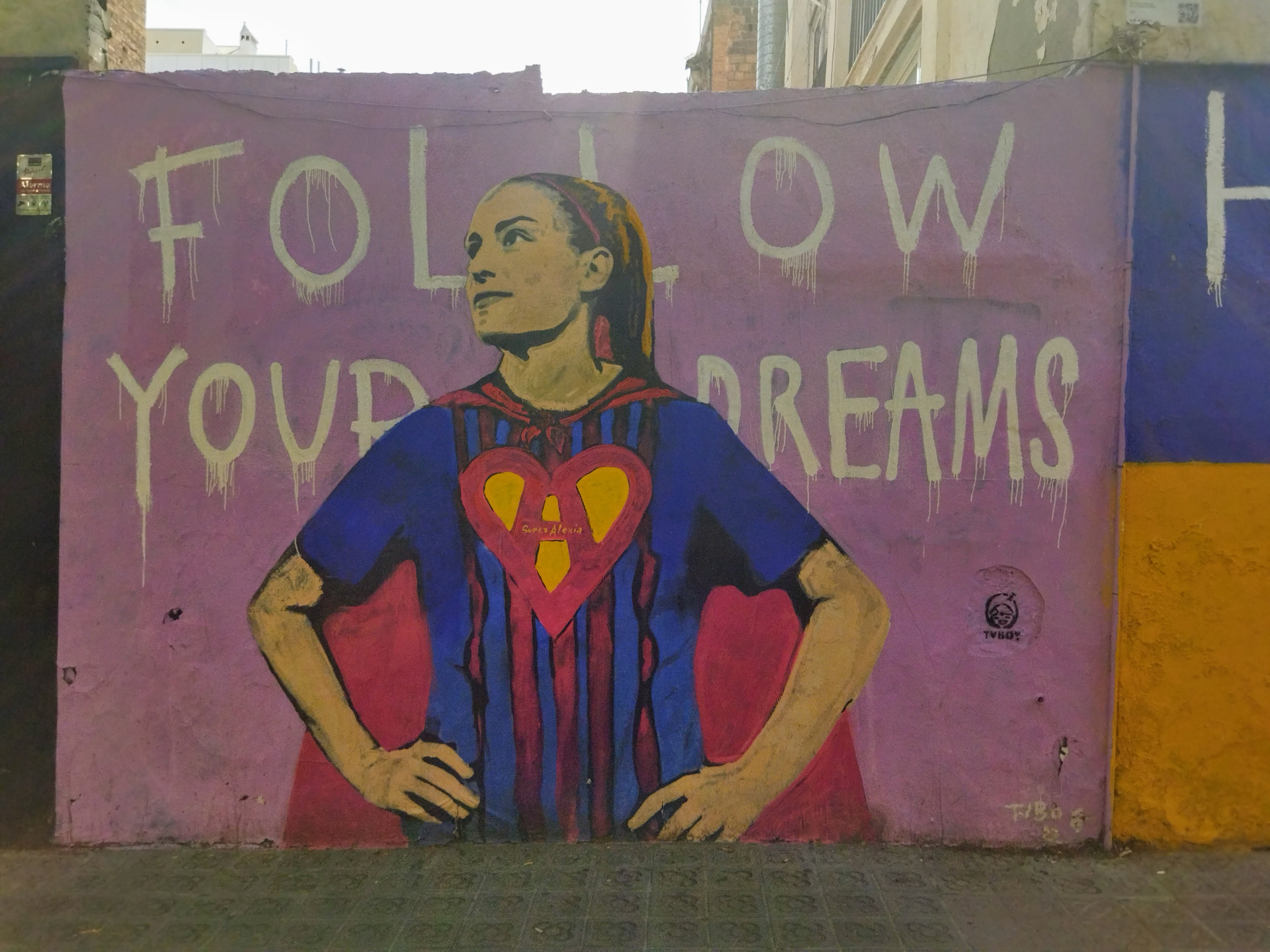
Mural a Barcelona que representa Putellas com a Superwoman sobre un text que diu "segueix els teus somnis".

Super Alèxia, un mural que representa Putellas com Superwoman, sobre el lema "segueix els teus somnis" i un fons lila per representar el feminisme, va ser pintat per l'artista neopop italià TVBoy al barri de Gràcia el 2022. Es va inspirar en part que la filla petita de TVBoy li va dir que volia ser futbolista com Putellas, i es va estrenar el Dia del Pare el març del 2022, amb TVBoy dient que esperava que el mural inspirés més noies. El mural de Putellas ha rebut moltes visites però, malgrat la popularitat tant de Putellas com del mural a la seva ciutat, també ha estat objecte de vandalisme. Al gener de 2023 va ser desfigurat amb pintades d'insults lesbofòbics i comentaris misògins, sent restaurat de nou per TVBoy al febrer. Una imatge del mural vandalitzat es va mostrar a la campanya "Jugo com una nena!" al Palau Robert a l'estiu de 2023, il·lustrant insults i estereotips sobre les dones esportistes.
El 2019, Putellas es va pronunciar en contra de les penes de presó per als líders independentistes catalans després del referèndum sobre la independència de Catalunya de 2017, tuitejant en català que les penes "no eren la solució" i demanant que els processos democràtics seguessin endavant. Putellas va parlar català, a més d'anglès i espanyol, en el seu discurs d'acceptació de la seva segona Pilota d'Or, cosa que va provocar la ira d'algunes persones a Espanya. El 2023, el vestit que va lluir en aquesta cerimònia va ser subhastat en la gala People in Red per recaptar fons destinats a finançar la investigació sobre el VIH/SIDA i altres malalties infeccioses. Putellas havia participat a la desfilada de l'Orgull de Madrid per al bar de lesbianes madrileny Fulanita de Tal el 2019. A la Setmana Santa del 2022, les mones de Pasqua que la representaven d'alguna manera van ser el disseny de mona més popular a Catalunya, superant els dissenys de Messi.
Als Globe Soccer Awards celebrats a Dubai el 2021, una imatge de Putellas -nomenada Jugadora Femenina de l'Any en la cerimònia- es va exposar al Burj Khalifa, la primera vegada que s'exhibia la imatge d'una dona a l'edifici. El 2022, Putellas va rebre una puntuació global de 92 en el videojoc de simulació de futbol FIFA 23, la puntuació més alta del joc per a qualsevol jugador, inclosos els homes. Una obra d'art que la representava (combinant el seu cap i una pilota daurada) es va incloure a la campanya "Futbol. Art. Icones. En aquest ordre" de futbolistes famosos a la Casa Seat de Barcelona i, més tard aquell mateix any, es va afegir una figura de cera al museu de cera de Barcelona. Les dues Pilotes d'Or de Putellas estan exposades al Museu del FC Barcelona.

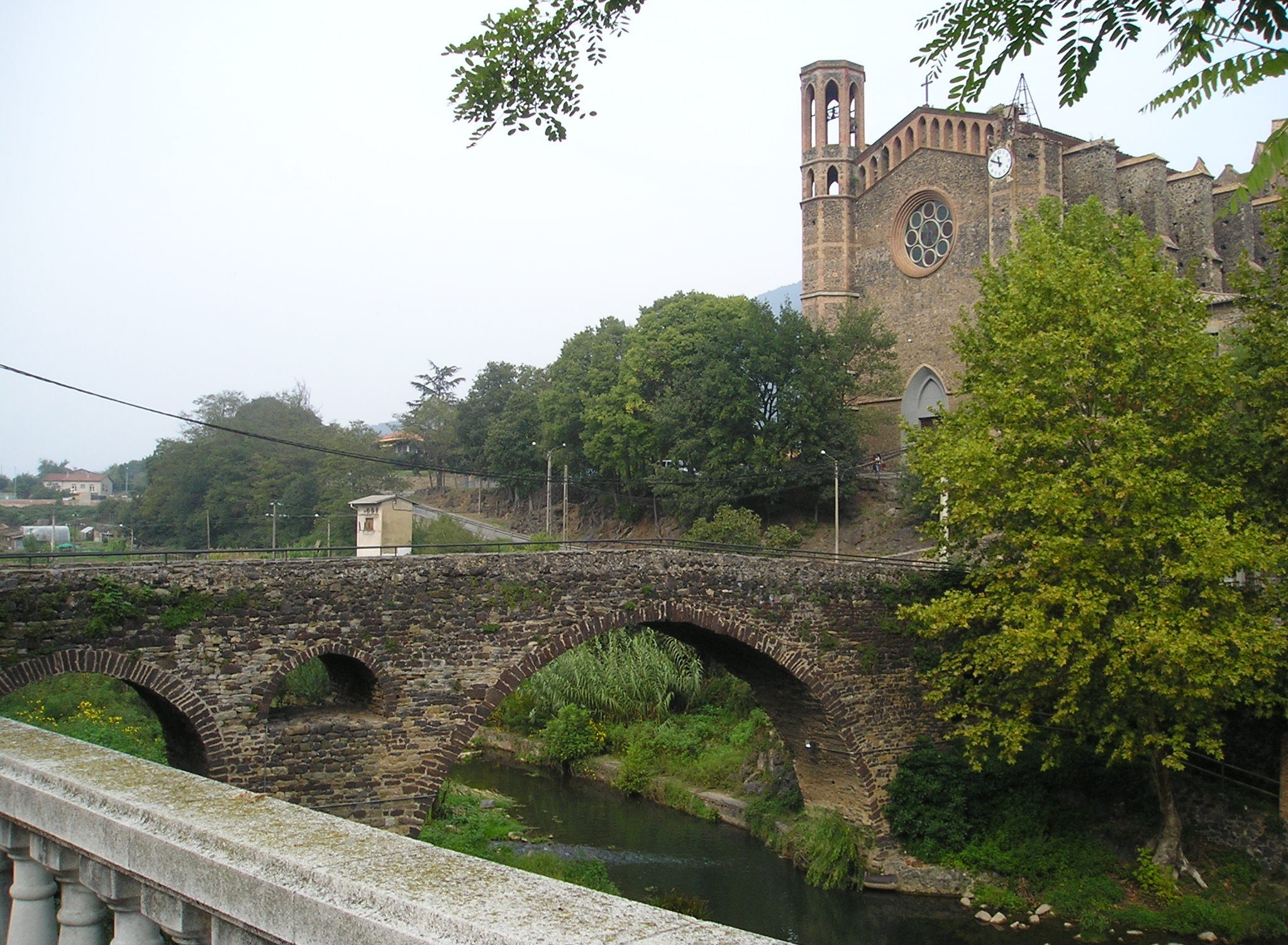
Vista des del Mirador Alèxia Putellas a Sant Joan les Fonts.

La primera cançó de l'àlbum de 2014 del grup brasiler Skank, Velocia, és un homenatge a Putellas. Titulada "Alexia", s'inspira en el seu gol viral a la final de la Copa de la Reina del 2013 i la compara amb icones mundials com Messi i els catalans Antoni Gaudí i Joan Miró, a més de comentar el seu estil de joc. El grup va visitar Putellas a Barcelona per tocar-li la cançó i demanar-li la seva aprovació abans de publicar-la. El gimnàs del col·legi de la seva infància porta el seu nom i, després de guanyar la Pilota d'Or 2021, Mollet, la seva ciutat natal, va anunciar plans per rebatejar el seu camp de futbol amb el seu nom; ella ho va rebutjar, dient que volia que el camp seguís honrant els germans Gonzalvo (Juli, Josep i Marià, que li van donar el nom original), companys futbolistes del FC Barcelona de Mollet. Amb motiu del Dia Internacional de la Dona 2023, el mirador amb vista als monuments històrics romànics de Sant Joan les Fonts va rebre el nom de Putellas. Es va publicar un llibre infantil, Quin nom li posarem? sobre el procés, centrat en la importància de reconèixer les dones importants.
Putellas és autora d'una sèrie de llibres infantils pseudoautobiogràfics, Alexia Superfutbolista, amb tres llibres fins a 2022. Ha aparegut en diverses sèries que documenten dones futbolistes, inclosa la minisèrie Campiones de Rakuten TV de 2021 i la minisèrie Reinas del camp de Barça TV+ del 2022. Putellas és una de les destacades catalanes, juntament amb la seva companya d'equip Aitana Bonmatí, que apareixen a la sèrie Superheroïnes, de SX3. Hi ha hagut dues sèries centrades exclusivament en Putellas, ambdues estrenades el 2022: La nit d'Alèxia, de TV3 i Alexia: Labor Omnia Vincit, d'Amazon Prime Video.
El 2025 fou inclosa a la llista Forbes de les 100 dones més influents de Catalunya.

## Estadístiques

### Club
Actualitzat a l'últim partit jugat el 3 de juny del 2023.
| Club          | Temporada     | Lliga           | Lliga   | Lliga | Copa    | Copa | Supercopa | Supercopa | UEFA    | UEFA | Regional | Regional | Total   | Total |
| Club          | Temporada     | Divisió         | Partits | Gols  | Partits | Gols | Partits   | Gols      | Partits | Gols | Partits  | Gols     | Partits | Gols  |
| ------------- | ------------- | --------------- | ------- | ----- | ------- | ---- | --------- | --------- | ------- | ---- | -------- | -------- | ------- | ----- |
| Espanyol      | 2009–10       | Superliga       | 1       | 0     | 1       | 0    | –         | –         | –       | –    | 0        | -        | 2       | 0     |
| Espanyol      | 2010–11       | Superliga       | 24      | 3     | 4       | 1    | –         | –         | –       | –    | 0        | -        | 28      | 4     |
| Espanyol      | Total         | Total           | 25      | 3     | 4       | 2    | –         | –         | –       | –    | 0        | -        | 30      | 4     |
| Llevant       | 2011–12       | Primera Divisió | 34      | 15    | –       | –    | –         | –         | –       | –    | –        | –        | 34      | 15    |
| Llevant       | Total         | Total           | 34      | 15    | –       | –    | –         | –         | –       | –    | –        | –        | 34      | 15    |
| Barcelona     | 2012–13       | Primera Divisió | 30      | 12    | 5       | 1    | –         | –         | 2       | 0    | 2        | 0        | 39      | 13    |
| Barcelona     | 2013–14       | Primera Divisió | 30      | 8     | 5       | 2    | –         | –         | 6       | 0    | 2        | 1        | 43      | 11    |
| Barcelona     | 2014–15       | Primera Divisió | 26      | 6     | 2       | 0    | –         | –         | 4       | 1    | 2        | 1        | 34      | 8     |
| Barcelona     | 2015–16       | Primera Divisió | 29      | 18    | 3       | 2    | –         | –         | 5       | 0    | 2        | 0        | 39      | 20    |
| Barcelona     | 2016–17       | Primera Divisió | 28      | 10    | 3       | 0    | –         | –         | 8       | 0    | 2        | 4        | 45      | 14    |
| Barcelona     | 2017–18       | Primera Divisió | 29      | 9     | 4       | 2    | –         | –         | 4       | 1    | 2        | 0        | 39      | 12    |
| Barcelona     | 2018–19       | Primera Divisió | 28      | 16    | 2       | 1    | –         | –         | 8       | 1    | 0        | 0        | 38      | 18    |
| Barcelona     | 2019–20       | Primera Divisió | 20      | 10    | 3       | 1    | 2         | 2         | 6       | 3    | 2        | 2        | 33      | 18    |
| Barcelona     | 2020–21       | Primera Divisió | 31      | 18    | 3       | 5    | 1         | 1         | 9       | 2    | –        | –        | 44      | 26    |
| Barcelona     | 2021–22       | Primera Divisió | 26      | 18    | 4       | 4    | 2         | 1         | 10      | 11   | –        | –        | 42      | 34    |
| Barcelona     | 2022-23       | Primera Divisió | 5       | 1     | 0       | 0    | 0         | 0         | 1       | 0    | –        | –        | 6       | 1     |
| Barcelona     | 2023-24       | Primera Divisió | 19      | 8     | 2       | 0    | 0         | 0         | 6       | 3    | 0        | 0        | 27      | 11    |
| Barcelona     | Total         | Total           | 282     | 126   | 35      | 20   | 5         | 4         | 63      | 19   | 14       | 8        | 399     | 169   |
| Total carrera | Total carrera | Total carrera   | 341     | 144   | 40      | 21   | 5         | 4         | 63      | 19   | 14       | 8        | 463     | 188   |

1. ↑  Copa Catalunya

### Internacional
| Selecció nacional | Any   | Partits | Gols |
| ----------------- | ----- | ------- | ---- |
| Espanya           | 2013  | 8       | 1    |
| Espanya           | 2014  | 7       | 0    |
| Espanya           | 2015  | 12      | 2    |
| Espanya           | 2016  | 9       | 3    |
| Espanya           | 2017  | 14      | 3    |
| Espanya           | 2018  | 9       | 4    |
| Espanya           | 2019  | 16      | 1    |
| Espanya           | 2020  | 6       | 4    |
| Espanya           | 2021  | 12      | 5    |
| Espanya           | 2022  | 7       | 4    |
| Total             | Total | 100     | 27   |
| Catalunya         | 2014  | 1       | 0    |
| Catalunya         | 2015  | 1       | 0    |
| Catalunya         | 2016  | 1       | 1    |
| Total             | Total | 3       | 1    |

## Palmarès
Campionats estatals
| Títol            | Any  | País      | Club         |
| ---------------- | ---- | --------- | ------------ |
| Lliga Espanyola  | 2013 | Espanya   | FC Barcelona |
| Lliga Espanyola  | 2014 | Espanya   | FC Barcelona |
| Lliga Espanyola  | 2015 | Espanya   | FC Barcelona |
| Lliga Espanyola  | 2020 | Espanya   | FC Barcelona |
| Lliga Espanyola  | 2021 | Espanya   | FC Barcelona |
| Lliga Espanyola  | 2022 | Espanya   | FC Barcelona |
| Lliga Espanyola  | 2023 | Espanya   | FC Barcelona |
| Lliga Espanyola  | 2024 | Espanya   | FC Barcelona |
| Copa de la Reina | 2013 | Espanya   | FC Barcelona |
| Copa de la Reina | 2014 | Espanya   | FC Barcelona |
| Copa de la Reina | 2017 | Espanya   | FC Barcelona |
| Copa de la Reina | 2018 | Espanya   | FC Barcelona |
| Copa de la Reina | 2020 | Espanya   | FC Barcelona |
| Copa de la Reina | 2021 | Espanya   | FC Barcelona |
| Copa de la Reina | 2022 | Espanya   | FC Barcelona |
| Copa de la Reina | 2024 | Espanya   | FC Barcelona |
| Supercopa        | 2020 | Espanya   | FC Barcelona |
| Supercopa        | 2022 | Espanya   | FC Barcelona |
| Supercopa        | 2023 | Espanya   | FC Barcelona |
| Supercopa        | 2024 | Espanya   | FC Barcelona |
| Copa Catalunya   | 2012 | Catalunya | FC Barcelona |
| Copa Catalunya   | 2014 | Catalunya | FC Barcelona |
| Copa Catalunya   | 2015 | Catalunya | FC Barcelona |
| Copa Catalunya   | 2016 | Catalunya | FC Barcelona |
| Copa Catalunya   | 2017 | Catalunya | FC Barcelona |
| Copa Catalunya   | 2018 | Catalunya | FC Barcelona |
| Copa Catalunya   | 2020 | Catalunya | FC Barcelona |

Campionats internacionals
| Títol                           | Equip              | Seu                      | Any  |
| ------------------------------- | ------------------ | ------------------------ | ---- |
| Eurocopa sub-17                 | Selecció espanyola | Suïssa                   | 2010 |
| Eurocopa sub-17                 | Selecció espanyola | Suïssa                   | 2011 |
| Copa Algarve                    | Selecció espanyola | Portugal                 | 2017 |
| Copa Mundial Femenina de Fútbol | Selecció espanyola | Austràlia i Nova Zelanda | 2023 |
| Lliga de Nacions                | Selecció espanyola | Espanya                  | 2024 |
| Lliga de Campiones              | FC Barcelona       | Göteborg                 | 2021 |
| Lliga de Campiones              | FC Barcelona       | Eindhoven                | 2023 |
| Lliga de Campiones              | FC Barcelona       | Bilbao                   | 2024 |

Distincions individuals
| Distinció                                   | Any        |
| ------------------------------------------- | ---------- |
| Millor jugadora de la Copa de la Reina      | 2013       |
| Millor jugadora catalana                    | 2015       |
| Millor jugadora catalana                    | 2017       |
| Millor jugadora de la Lliga Espanyola       | 2020       |
| Millor migcampista d'Europa (UEFA)          | 2021       |
| Millor jugadora d'Europa (UEFA)             | 2021       |
| Pilota d'Or                                 | 2021, 2022 |
| Inclosa a l'equip ideal de l'any de l'IFFHS | 2021, 2022 |
| Inclosa a l'equip ideal de l'any del WICC   | 2021       |
| Premi Globe Soccer Award                    | 2021       |
| Premi The Best FIFA                         | 2021, 2022 |
| Millor jugadora d'Europa (UEFA)             | 2022       |
| Golden Woman de Tuttosport                  | 2022       |

## Curiositats i reconeixements
Putellas va mencionar a l'exblaugrana Rivaldo com un dels jugadors que més l'han influenciat. La banda brasilera de rock Skank va dedicar una cançó a la futbolista, titulada precisament Alexia (Velocia, 2014). Durant la disputa de la final de Copa de 2013, contra el Saragossa, Putellas va marcar un fabulós gol que va inspirar els músics. La lletra fa menció també a la Barceloneta, la sardana, Gaudí, Miró i Leo Messi.
L'ajuntament de Sant Joan les Fonts li va dedicar, en ocasió del Dia de la Dona 2023, un mirador de l'Església Nova de Sant Joan les Fonts.
Va formar part de la llista de les 100 dones més influents de Catalunya del 2025 segons la revista Forbes.